# Porsche 912
La Porsche 912 est une Porsche 911 propulsée par un moteur 4 cylindres à plat de Porsche 356. Modèle d'entrée de gamme des Porsche 911, elle est produite de 1965 à 1969 puis à nouveau en 1976 avec le modèle 912E, une voiture vendue sur le marché Nord-américain uniquement.
La 912 (1965-1969) reprend une version 90 ch limité à 6 000 tr/min du moteur de la 356 SC associé à la caisse et au châssis de la 911. En raison du coût de production trop élevé du moteur « Flat 4 » en aluminium, elle est remplacée en 1970 par la 911 T au moteur « Flat 6 » en fonte, peu coûteux et de 110 ch.
La Porsche 912 est classée en trois grandes familles :
- les SWB (caisse à empattement court ou Short Wheel Base en anglais), produites jusqu'en 1968 ;
- les LWB (Long Wheel Base), produites en 1969 ;
- les 912E, produites en 1976.

La 912 est vendue à plus de 30 000 exemplaires. On en trouve peu en état d'origine aujourd'hui car elles ont souvent été modifiées.
Une version découvrable dite Targa apparaît en 1967 ; une option très rare dite soft window fait de la 912 Targa un véritable cabriolet doté d'un arceau de sécurité.